# Liouville-tétel (komplex analízis)
A komplex függvénytanban Liouville tétele azt állítja, hogy ha egy egészfüggvény korlátos, akkor konstans. A tételt Joseph Liouville után nevezték el. Ez azt jelenti, hogy ha  f az egész síkon holomorf, és van hozzá pozitív M, hogy akkor {\displaystyle |f(z)|\leq M} minden  {\displaystyle z} számra {\displaystyle \mathbb {C} }-ben. Ekvivalensen, a teljes  {\displaystyle z} in {\displaystyle \mathbb {C} }-n nem konstans holomorf függvények képe sűrű.
A tétel erősítése a Picard-tétel, ami szerint egy egészfüggvény legfeljebb egy értéket hagy ki.

## Következményei

### Az algebra alaptétele
Liouville tételével az algebra alaptétele röviden belátható.

### Egészfüggvény nem dominál egészfüggvényt
Liouville tételének egyik következménye, hogy lényegében különböző egészfüggvények nem dominálják egymást. Azaz, ha f és g egészfüggvények, és |f| ≤ |g| mindenütt, akkor f = α·g valamely α komplex számra.
Abban az esetben, ha g=0, akkor a tétel triviális, tehát feltehető, hogy g{\displaystyle \neq }0. Legyen most h = f/g, ekkor elég belátni, hogy h kiterjeszthető egészfüggvénnyé, amiből az eredmény Liouville tételével következik. A h függvény nyilván holomorf, kivéve a  g−1(0) helyeken. De mivel  h korlátos és g szingularitásai izoláltak, azért a szingularitások eltávolíthatók. Ezért h kiterjeszthető korlátos egészfüggvénnyé, ami Liouville tétele szerint konstans.

### Egészfüggvény skalárszoros korláttal
Feltesszük, hogy f egészfüggvény, és van egy alkalmas  M pozitív valós szám, hogy |f(z)| kisebb, vagy egyenlő, mint M|z|. A Cauchy-integrálképlettel
{\displaystyle |f'(z)|={\frac {1}{2\pi }}\left|\oint _{C_{r}}{\frac {f(\zeta )}{(\zeta -z)^{2}}}d\zeta \right|\leq {\frac {1}{2\pi }}\oint _{C_{r}}{\frac {\left|f(\zeta )\right|}{\left|(\zeta -z)^{2}\right|}}\left|d\zeta \right|\leq {\frac {1}{2\pi }}\oint _{C_{r}}{\frac {M\left|\zeta \right|}{\left|(\zeta -z)^{2}\right|}}\left|d\zeta \right|={\frac {MI}{2\pi }}}
ahol I a maradék integrál értéke. Ez azt mutatja, hogy  f' korlátos egészfüggvény, tehát konstans. Az integrál megmutatja, hogy f affin. Az eredeti állítás miatt a konstans tag nulla.

### Elliptikus függvények
Következik az is, hogy nem konstans elliptikus függvények nem definiálhatók teljes C-n. Tegyük fel, hogy f egy teljes C-n definiált elliptikus függvény, és periódusai a és b úgy, hogy a⁄b nem valós. Legyen most P az a paralelogramma, aminek csúcsai  0, a, b és a + b. Ekkor f értékkészlete éppen f(P). Mivel f folytonos, és P kompakt, azért ez is kompakt, így korlátos. Liouville tétele miatt f konstans.
Az elliptikus függvényekre vonatkozó állítást Liouville bizonyította 1847-ben. Valójában Cauchytól származik egy korábbi bizonyítás 1844-ből.

### Nem konstans egészfüggvények képe sűrű
Ha  f  nem konstans egészfüggvény, akkor képe sűrű C-ben. Ez Liouville tételének egy egyszerűen megkapható erősítése.
Ha f képe nem sűrű, akkor van egy w komplex szám, és egy r pozitív valós szám, hogy a w közepű, r sugarú körben nincs értéke f-nek. LÉegyen a g függvény olyan, hogy
g(z) = 1/(f(z) − w).
Ekkor g korlátos, mivel 
{\displaystyle (\forall z\in \mathbb {C} ):|g(z)|={\frac {1}{|f(z)-w|}}<{\frac {1}{r}}\cdot }
Ezért g konstans, tehát f is konstans.

### Kompakt Riemann-felületek
Kompakt Riemann-felületeken a holomorf függvények konstansok.
Legyen {\displaystyle f(z)} holomorf a teljes {\displaystyle M} Riemann-felületen! Kompaktság miatt van egy  {\displaystyle \,p_{0}\in M}  pont, ahol {\displaystyle |f(p)|} felveszi maximumát. Ekkor választunk térképet  {\displaystyle p_{0}} egy környezetéről a {\displaystyle \mathbb {D} } egységlemezre, ezzel {\displaystyle f(\phi ^{-1}(z))} holomorf az egységlemezen, és maximumát  a {\displaystyle \phi (p_{0})\in \mathbb {D} } pontban veszi fel. Ezért a maximumelv miatt konstans.

## Bizonyítás
A tétel bizonyítása azt használja fel, hogy a holomorf függvények analitikusak. Ha f egészfüggvény, akkor a 0 körül Taylor-sorba fejthető:
{\displaystyle f(z)=\sum _{k=0}^{\infty }a_{k}z^{k}}
amiből a Cauchy-integrálképlettel
{\displaystyle a_{k}={\frac {f^{(k)}(0)}{k!}}={1 \over 2\pi i}\oint _{C_{r}}{\frac {f(\zeta )}{\zeta ^{k+1}}}\,d\zeta }
és Cr a 0 körüli  r > 0 sugarú kör. Feltéve, hogy f korlátos, van egy M konstans, hogy |f(z)| ≤ M minden z komplex számra. Ekkor az együtthatók becsülhetők, mint:
{\displaystyle |a_{k}|\leq {\frac {1}{2\pi }}\oint _{C_{r}}{\frac {|f(\zeta )|}{|\zeta |^{k+1}}}\,|d\zeta |\leq {\frac {1}{2\pi }}\oint _{C_{r}}{\frac {M}{r^{k+1}}}\,|d\zeta |={\frac {M}{2\pi r^{k+1}}}\oint _{C_{r}}|d\zeta |={\frac {M}{2\pi r^{k+1}}}2\pi r={\frac {M}{r^{k}}},}
A második egyenlőtlenségben felhasználtuk, hogy |z|=r a  körön. De r akármilyen pozitív szám lehet. Ha r-rel a végtelenbe tartunk (tarthatunk is, mert f egészfüggvény), akkor ak = 0 minden k ≥ 1 esetén. Tehát f(z) = a0, amivel a tételt bebizonyítottuk.

## Fordítás
Ez a szócikk részben vagy egészben  a   Liouville's theorem (complex analysis) című angol Wikipédia-szócikk fordításán alapul.  Az eredeti cikk szerkesztőit annak laptörténete sorolja fel. Ez a jelzés csupán a megfogalmazás eredetét és a szerzői jogokat jelzi, nem szolgál a cikkben szereplő információk forrásmegjelöléseként.